# Toralf Engan
Toralf Engan (ur. 1 października 1936 w Meldal) – norweski skoczek narciarski, mistrz olimpijski, mistrz świata, triumfator Turnieju Czterech Skoczni, trener.

## Kariera
Toralf Engan w zawodach międzynarodowych debiutował 6 marca 1955 roku na skoczni Holmenkollbakken w Oslo w juniorskim konkursie podczas Festiwalu Narciarskiego w Holmenkollen, w których triumfował. Natomiast w seniorskich zawodach zadebiutował 30 grudnia 1956 roku w Innsbrucku w Turnieju Czterech Skoczni, zajmując 23. miejsce. W 1960 roku zajął 2. miejsce na Festiwalu Narciarskiego w Holmenkollen w Oslo.
Podczas mistrzostw świata 1962 w Zakopanem zdobył mistrzostwo świata na Średniej Krokwi, natomiast na Wielkiej Krokwi zajął 4. miejsce, przegrywając brązowy medal z fińskim zawodnikiem Niilo Halonenem o 1 punkt. W tym samym roku wygrał w konkursie skoków na Holmenkollbakken w Oslo podczas Festiwalu Narciarskiego w Holmenkollen oraz został uhonorowany medalem Holmenkollen.
W 1963 roku wygrał Turniej Czterech Skoczni, zwyciężając w zawodach w Oberstdorfie, Innsbrucku i Garmisch-Partenkirchen, natomiast w Bischofshofen zajął 4. miejsce. Zwyciężył w Turnieju Norweskim w tym samym roku. W 1964 roku podczas zimowych igrzysk olimpijskich 1964 na skoczni Bergisel w Innsbrucku zdobył złoty medal na dużej skoczni oraz srebrny medal na normalnej skoczni. W tym samym roku zajął 2. miejsce na Festiwalu Narciarskiego w Holmenkollen w Oslo.
W Turnieju Czterech Skoczni 1964/1965 zajął 8. miejsce. W tym samym roku zajął 3. miejsce na Festiwalu Narciarskiego w Holmenkollen w Oslo. Po mistrzostwach świata 1966 na Holmenkollbakken w Oslo, na których zajął 10. miejsce na dużej skoczni, zakończył karierę sportową.

## Igrzyska olimpijskie

### Indywidualnie
| 1964 Innsbruck | – | złoty medal (K-72,5), srebrny medal (K-81) |

### Starty T. Engana na igrzyskach olimpijskich – szczegółowo
| Miejsce | Dzień       | Rok  | Miejscowość | Skocznia | Punkt K | HS | Konkurs  | Skok 1 | Skok 2 | Skok 3 | Nota      | Strata  | Zwycięzca        |
| ------- | ----------- | ---- | ----------- | -------- | ------- | -- | -------- | ------ | ------ | ------ | --------- | ------- | ---------------- |
| 2.      | 31 stycznia | 1964 | Innsbruck   | Bergisel | K-72,5  | –  | indywid. | 79,0 m | 78,5 m | 79,0 m | 226,3 pkt | 3,6 pkt | Veikko Kankkonen |
| 1.      | 9 lutego    | 1964 | Innsbruck   | Bergisel | K-81    | –  | indywid. | 95,3 m | 90,5 m | 73,0 m | 230,7 pkt | –       | –                |

## Mistrzostwa świata

### Indywidualnie
| 1962 Zakopane | – | złoty medal (K-65), 4. miejsce (K-90) |
| 1966 Oslo     | – | 10. miejsce (K-85)                    |

### Starty T. Engana na mistrzostwach świata – szczegółowo
| Miejsce | Dzień     | Rok  | Miejscowość | Skocznia        | Punkt K | HS | Konkurs  | Skok 1 | Skok 2 | Skok 3  | Nota      | Strata   | Zwycięzca        |
| ------- | --------- | ---- | ----------- | --------------- | ------- | -- | -------- | ------ | ------ | ------- | --------- | -------- | ---------------- |
| 1.      | 21 lutego | 1962 | Zakopane    | Średnia Krokiew | K-65    | –  | indywid. | 68,0 m | 67,0 m | 70,5 m  | 223,6 pkt | –        | –                |
| 4.      | 27 lutego | 1962 | Zakopane    | Wielka Krokiew  | K-85    | –  | indywid. | 92,5 m | 95,0 m | 100,0 m | 223,5 pkt | 17,9 pkt | Helmut Recknagel |

## Turniej Czterech Skoczni

### Miejsca w klasyfikacji generalnej
| Sezon     | Miejsce |
| --------- | ------- |
| 1962/1963 | 1.      |
| 1964/1965 | 8.      |

## Festiwal Narciarski w Holmenkollen

### Miejsca w klasyfikacji generalnej
| Sezon | Miejsce |
| ----- | ------- |
| 1959  | 17.     |
| 1960  | 2.      |
| 1961  | 5.      |
| 1962  | 1.      |
| 1963  | 18.     |
| 1964  | 2.      |
| 1965  | 3.      |

## Kariera trenerska
Toralf Engan po zakończeniu kariery sportowej rozpoczął karierę sportową. W latach 1967–1969 był trenerem reprezentacji Norwegii. Za jego kadencji Bjørn Wirkola dwukrotnie triumfował w Turnieju Czterech Skoczni (1968, 1969), natomiast Lars Grini podczas igrzysk olimpijskich 1968 w Grenoble, zdobył brązowy medal na dużej skoczni (na skoczni Dauphiné w Saint-Nizier).
Sukcesy podopiecznych Engana w Norwegii w latach od 1967–1969 roku (chronologicznie)
| Medal | Zawodnik      | Zawody                   | Rok  |
| ----- | ------------- | ------------------------ | ---- |
|       | Bjørn Wirkola | Turniej Czterech Skoczni | 1968 |
|       | Bjørn Wirkola | Turniej Czterech Skoczni | 1969 |
|       | Lars Grini    | Igrzyska olimpijskie     | 1968 |

## Życie prywatne
Toralf Engan jest żonaty.